# Psyllaephagus channingi
Psyllaephagus channingi is een vliesvleugelig insect uit de familie Encyrtidae. De wetenschappelijke naam is voor het eerst geldig gepubliceerd in 1913 door Alexandre Arsène Girault.